# جبهة التضامن لشعب الهند الصينية
جبهة التضامن لشعب الهند الصينية هي منظمة في السويد. أسست هذه المنظمة في العصبة الشيوعية الماركسيين - لينينيين (الثوريين) ومن أجل حشد الدعم للنضال التحرر الوطني الشعبي الهندي الصينيتي. تأسيس المنظمة بين إثارة الانقسام بين العصبة الشيوعية الماركسيين - لينينيين والعصبة الشيوعية الماركسيين - لينينيين. العصبة الشيوعية الماركسيون - لينينيون القائمة سيطره حركة التضامن مع فيتنام، أي اللجان موحدة لجبهة التحرير الوطني. اما العصبة الشيوعية الماركسيون - لينينيون وحث جميع قطاعات المجتمع عبئت للتضامن مع الهند الصينية، العصبة الشيوعية الماركسيون - لينينيون ضرورة النضال في الهند الصينية والصراع الطبقي في السويد صلة. جبهة التضامن لشعب الهند الصينية حله في عام 1972. أعضاء الجبهة انضمت إلى اتحاد الشبيبة الشيوعية (الماركسيين - لينينيين).